# Marcus Lantz
Marcus Lantz (Bromölla, 23 oktober 1975) is een Zweeds voormalig profvoetballer die onder contract stond bij onder meer Helsingborgs IF, Brøndby IF en Hansa Rostock. Hij speelde als centrale middenvelder. Lantz sloot zijn loopbaan in 2012 af bij Landskrona BoIS. Hij stapte later het trainersvak in.

## Interlandcarrière
Lantz speelde in totaal zes officiële interlands voor het Zweedse nationale elftal. Onder leiding van bondscoach Tommy Söderberg maakte hij zijn debuut op 24 januari 1998 in de vriendschappelijke wedstrijd tegen de Verenigde Staten (1-0) in Orlando. Hij viel in die wedstrijd na 76 minuten in voor Hans Bergh. Andere debutanten in die wedstrijd waren Magnus Kihlstedt (Lillestrøm SK), Morgan Nilsson (Örgryte IS), Hans Bergh (Helsingborgs IF), Erik Wahlstedt (Helsingborgs IF), Christer Mattiasson (IF Elfsborg), Yksel Osmanovski (Malmö FF) en Fredrik Ljungberg (Halmstads BK).

## Erelijst
Helsingborgs IF
- Zweeds landskampioen

1999
- Beker van Zweden

1998, 2010
 Brøndby IF
- Beker van Denemarken

2008